# Le Zénith de Gainsbourg
Pour les articles homonymes, voir Zénith.
Albums de Serge Gainsbourg
You're Under Arrest
(1987)
Le Zénith de Gainsbourg est un album live de Serge Gainsbourg paru en 1989 chez Philips. 
Sur cet album, enregistré lors du passage du chanteur au Zénith en mars 1988, Gainsbourg reprend quelques-uns de ses titres les plus connus (dont Bonnie and Clyde, Couleur café, Valse de Mélody), plusieurs titres de son plus récent (et dernier) album studio You're under arrest (dont la chanson-titre, Aux enfants de la chance, et la reprise de Marie Dubas Mon légionnaire), une chanson écrite pour Jane Birkin (Les dessous chics), et crée trois inédits : Hey Man Amen, You you you but not you, Seigneur et saigneur.
Il s'agit de son dernier album publié de son vivant en tant qu'auteur-compositeur-interprète (son dernier album en tant qu'auteur seulement étant Variations sur le même t'aime chanté par Vanessa Paradis). La vidéo du concert est certifiée double disque de platine en 2001 pour 40 000 exemplaires vendus.

## Titres
| No  | Titre                       | Durée |
| --- | --------------------------- | ----- |
| 1.  | You're under arrest         |       |
| 2.  | Qui est "in" qui est "out"  |       |
| 3.  | Five easy pisseuses         |       |
| 4.  | Hey Man Amen                |       |
| 5.  | L'homme à tête de chou      |       |
| 6.  | Manon                       |       |
| 7.  | Valse de Melody             |       |
| 8.  | Dispatch box                |       |
| 9.  | Harley David son of a bitch |       |
| 10. | You you you but not you     |       |
| 11. | Seigneur et saigneur        |       |
| 12. | Bonnie and Clyde            |       |
| 13. | Gloomy Sunday               |       |
| 14. | Couleur Café                |       |
| 15. | Aux armes et cætera         |       |
| 16. | Aux enfants de la chance    |       |
| 17. | Les dessous chics           |       |
| 18. | Mon légionnaire             |       |

## Musiciens
- Serge Gainsbourg – chant
- Billy Rush – guitares et direction
- John K. – basse électrique
- Tony « Thunder » Smith – batterie
- Gary Georgett – claviers
- Stan Harrison – saxophone
- Denis Collins, Curtis King Jr. – chœurs

## Singles
- 1989 : Hey Man Amen / Bonnie & Clyde
- 1989 : Couleur café / Les dessous chics

## Anecdotes
- Juste avant d'interpréter sa chanson Hey Man Amen, Serge Gainsbourg a fait monter sur scène son fils Lulu Gainsbourg, alors âgé de 2 ans, devant un Zénith de Paris plein, applaudissant le fils du chanteur.
- Avant ce moment, Gainsbourg interpréta Sorry Angel, puis, après Seigneurs et saigneurs (chanson inédite), il revisita La Javanaise, faisant participer pour l'occasion le public, qui reprit en chœur le célèbre refrain. Ces morceaux ne figurent pas sur l'album, mais il existe néanmoins des images du concert, qui fut filmé dans son intégralité.
- L'artiste, adepte des provocations, changea les paroles de Couleur Café, en rendant explicite son sous-entendu sexuel. En effet, alors que le public hurle le refrain, Gainsbourg modifie les paroles d'origine. Ainsi, le couplet : « Si tu fais comme le café / Rien qu'à m'énerver / Rien qu'à m'exciter »" devint lors du concert encore plus explicite : « Si tu fais comme le café / Rien qu'à m'exciter / Rien qu'à m'faire bander ».

- Fidèle à son amour pour La Marseillaise, de même qu'à son irrévérence, il ajouta un couplet supplémentaire lors de son interprétation d'Aux armes et cætera.